# المزيرعه (مركز الراغبه)
المزيرعه قرية سعودية، تتبع مركز الراغبه التابعة لمحافظة الطائف في منطقة مكة المكرمة. تقع في شمال شرق الطائف، وتبعد عنها قرابة 380 كم.